# Ud i den kolde sne
Ud i den kolde sne er en dansk film fra 1934, skrevet og instrueret af Alice O'Fredericks og Lau Lauritzen Jr.

## Medvirkende
- Mathilde Nielsen
- Hans W. Petersen
- Ib Schønberg
- Gerd Gjedved
- Sigurd Langberg
- Ellen Jansø
- Arthur Jensen
- Henry Nielsen
- Carl Fischer
- Clara Østø
- Alex Suhr
- Aase Clausen

## Handling
Taxachauffør Peter Basse er en jovial og gemytlig mand, der trofast passer sin dont ved rattet og med uforstyrrelig sindsro styrer sin vogn gennem Københavns gader. En dag kører han for den stilfulde herskabstjener Johan, ansat hos den gamle enkebaronesse von Hessen. Taxachaufføren får til opgave at bringe et vigtigt brev til enkebaronessens sønnesøn. Undervejs erfarer Peter Basse, at enkebaronessen måske er ved at blive skør. Hun har i hvert fald stiftet bekendtskab med to spiritister.